# Profesor Roberto Barrios
Profesor Roberto Barrios es una localidad del estado mexicano de Chiapas. Es parte del municipio de Palenque.

## Toponimia
El nombre de la localidad rinde homenaje a Roberto Barrios Castro, secretario general del Sindicato de Maestros y secretario general de la Confederación Nacional Campesina (CNC).

## Demografía
| Gráfica de evolución demográfica |
|                                  |

| Censo | Población |
| ----- | --------- |
| 1990  | 636       |
| 2000  | 705       |
| 2010  | 1 173     |
| 2020  | 1 361     |